# Symfonie nr. 4 (Butterworth)
Arthur Butterworth voltooide zijn Symfonie nr. 4 opus 72 in 1986.
Butterworth is een relatief onbekende Brits componist. In 2010 zijn slechts 10 opnamen van zijn werken beschikbaar. Butterworth was in zijn jeugd bewonderaar van muziek van Charles Hubert Parry, Charles Villiers Stanford en later Ralph Vaughan Williams. Zeker de eerste twee genoemden hielden er een conservatieve componeerstijl op na, maar ook Vaughan Williams was niet een van de componisten die de kar van de klassieke muziek van de 20e eeuw trok. De stijl van Butterworth is door die invloeden dan ook behoudend. Vooral zijn orkestwerken werden nogal eens vergeleken met de werken van Jean Sibelius. De componist vond het een vloek en een compliment tegelijk en gaf ook toe, dat hij er niet bewust mee bezig was, maar toch altijd wat van het Noordse geluid (wat dat dan ook is/was) in zijn werk meekreeg. Hij weet dat aan zijn verblijf in Schotland gedurende een aantal jaren.

## Muziek
De symfonie kent een klassieke vierdelige structuur:
1. Moderato quasi allegro
2. Allegretto con moto
3. Adagio
4. Largamente – allegro molto, quasi presto.

De vierde symfonie grijpt terug op zijn Symfonie nr. 1, die tot stand kwam na lange wandelingen in de Schotse Hooglanden. Hij wilde dezelfde sfeer als toen terughalen, maar bracht die winter door in Yorkshire en Durham; de winters zijn daar helder en koud. Zo heeft de klank van deze symfonie dan toch een Noordse klank, heldere muziek met af en toe een scheut melancholie. Deel twee is geïnspireerd op de kust van Morayshire, alwaar de componist als militair oefende voor zijn deelname aan de Tweede Wereldoorlog; het was kennelijk een aangename tijd, want het is het scherzo. Deel 3 is dan de daadwerkelijke teruggang naar die eerste symfonie. Deel 4 is een moto perpetuo, niet qua melodie, maar qua modulatie van toonladdersysteem. Het begint in E majeur, schakelt over naar Bes majeur, dan weer stijgend naar Es majeur totdat uiteindelijk F majeur als slotakkoord gehaald wordt; het is de toonsoort van de symfonie.
De muziek luistert zeker voor een compositie uit 1986 als een anachronisme. Alhoewel hier en daar wat invloeden van de 20e eeuw zijn te ontdekken, is het vooral een symfonie die terugvoert op de stijlen van Parry en Stanford. De laatste symfonieën van Vaughan Williams klinken en zijn moderner dan dit werk. Er zijn weinig dissonanten, geen microtonen, geen abrupte maat- of tempowisselingen; ook het instrumentarium doet klassiek aan, weliswaar met een uitgebreide percussiesectie, maar deze is vooral onopvallend. Wel vakwerk.
De eerste uitvoering van het werk vond plaats tijdens een concertregistratie van het BBC Philharmonic onder leiding van Bryden Thomson op 8 mei 1986 voor BBC Radio 3.

## Orkestratie
- 3 dwarsfluiten waarvan nr. 3 ook piccolo, 2 hobo’s,1 althobo, 3 klarinetten waarvan nr. 3 ook basklarinet, 2 fagotten; 1 contrafagot;
- 4 hoorns, 3 trompetten, 3 trombones, 1 tuba’s;
- pauken, percussie bestaande uit kleine trom, tenordrum, grote trom, tamboerijn, diverse bekkens, triangel, tamtam, kleine gong, harp
- violen, altviolen, celli, contrabassen.

## Discografie
- Uitgave Dutton Vocalion: Royal Scottish National Orchestra o.l.v. de componist; een opname van mei 2008; detail; de componist speelde ooit trompet in dat orkest.

## Bron
- de Dutton disc, waarop tevens een interview met de componist is geperst.
- Comus Edition voor de instrumentatie

Zie ook: Lijst van vierde symfonieën.